# Aladár Gerevich

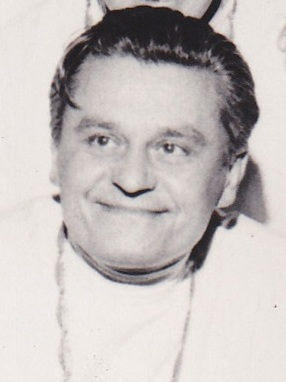
Aladár Gerevich in 1960

Aladár 'Gerei' Gerevich (Miskolc, 16 maart 1910 – Boedapest, 14 mei 1991) was een Hongaars schermer. Hij won in zijn sportcarrière tien olympische medailles, waarmee hij anno februari 2022 negentiende stond op de lijst van succesvolste medaillewinnaars op de Olympische Zomerspelen ooit. Hij is samen met de basketbalster Diana Taurasi de enige sporter ooit die op zes opeenvolgende olympische toernooien dezelfde discipline won.

## Sportloopbaan

### Olympische Spelen
Gerevich werd op zowel de Olympische Zomerspelen 1932, als die van 1936, van 1948, van 1952, van 1956 en die van 1960 olympisch kampioen op het onderdeel sabel voor landenteams. Hij won één individuele olympische titel op het toernooi van 1948, eveneens op het onderdeel sabel. Daarin won hij in '52 zilver en in '36 brons. In 1952 pakte hij zijn enige olympische medaille met een ander wapen, brons bij het floretschermen voor landenteams.

### Wereldkampioenschappen
Gerevich werd individueel wereldkampioen in het sabelschermen in 1935, 1951 en 1955. Met het Hongaarse schermteam won hij negen wereldtitels in het sabelschermen.

## Schermfamilie
Gerevich was getrouwd met Erna Bogen. Zij, haar vader Albert Bogen (voor Oostenrijk) en hun zoon (Pál Gerevich) wonnen eveneens olympische medailles.
1896: Ioannis Georgiadis ·
1900: Georges de la Falaise ·
1904: Manuel Díaz ·
1906: Ioannis Georgiadis ·
1908: Jenő Fuchs ·
1912: Jenő Fuchs ·
1920: Nedo Nadi ·
1924: Sándor Pósta ·
1928: Ödön Tersztyánszky ·
1932: György Piller ·
1936: Endre Kabos ·
1948: Aladár Gerevich ·
1952: Pál Kovács ·
1956: Rudolf Kárpáti ·
1960: Rudolf Kárpáti ·
1964: Tibor Pézsa ·
1968: Jerzy Pawłowski ·
1972: Viktor Sidjak ·
1976: Viktor Krovopoeskov ·
1980: Viktor Krovopoeskov ·
1984: Jean-François Lamour ·
1988: Jean-François Lamour ·
1992: Bence Szabó ·
1996: Stanislav Pozdnjakov ·
2000: Mihai Covaliu ·
2004: Aldo Montano ·
2008: Zhong Man ·
2012: Áron Szilágyi ·
2016: Áron Szilágyi ·
2020: Áron Szilágyi ·
2024: Oh Sang-uk
1908: Földes, Fuchs, Gerde, Tóth, Werkner ·
1912: Berti, Földes, Fuchs, Gerde, Mészáros, Schenker, Tóth, Werkner ·
1920: Baldi, Gargano, A. Nadi, N. Nadi, Puliti, Santelli, Urbani ·
1924: Anselmi, Balzarini, Bertinetti, Bini, Cuccia, Moricca, Puliti, Sarrocchi ·
1928: Garay, Glykais, Gombos, Petschauer, Rády, Tersztyánszky ·
1932: Gerevich, Glykais, Kabos, Nagy, Petschauer, Piller ·
1936: Berczelly, Gerevich, Kabos, Kovács, Rajcsányi, Rajczy ·
1948: Berczelly, Gerevich, Kárpáti, Kovács, Rajcsányi, Papp ·
1952: Berczelly, Gerevich, Kárpáti, Kovács, Rajcsányi, Papp ·
1956: Gerevich, Hámori, Kárpáti, Keresztes, Kovács, Magay ·
1960: Delneky, Gerevich, Horváth, Kárpáti, Kovács, Mendelényi ·
1964: Asatiani, Mavlichanov, Melnikov, Rakita, Rylski ·
1968: Oemjar Mavlichanov, Naslimov, Rakita, Sidjak, Vinokoerov ·
1972: Maffei, M.A. Montano, M.T. Montano, Rigoli, Salvadori ·
1976: Boertsev, Krovopoeskov, Naslimov, Sidjak, Vinokoerov ·
1980: Aljochin, Boertsev, Krovopoeskov, Naslimov, Sidjak ·
1984: Arcidiacono, Dalla Barba, Marin, Meglio, Scalzo ·
1988: Bujdosó, Csongrádi, Gedővári, Nébald, Szabó ·
1992: Goettsajt, Kirijenko, Pogossov, Pozdnjakov, Sjirsjov ·
1996: Kirijenko, Pozdnjakov, Tsjarikov ·
2000: Frossin, Pozdnjakov, Tsjarikov ·
2004: Pillet, D. Touya, G. Touya ·
2008: Pillet, Sanson, Lopez ·
2012: Gu, Kim, Oh, Won ·
2020: Oh, Kim Jun, Kim Jung, Gu  ·
2024: Oh, Gu, Park, Do
- International Standard Name Identifier: 0000 0000 7993 6880
- Library of Congress Control Number: n79142174
- Virtual International Authority File: 45589123
- WorldCat: E39PBJmDmthDXBmFVxDqFPChHC